# Černá Kalitva
Černá Kalitva (rusky Чёрная Калитва) je řeka v Bělgorodské a Voroněžské oblasti v Rusku. Je dlouhá 162 km. Povodí má rozlohu 5750 km².

## Průběh toku
Pramení ve Středoruské vysočině zhruba 17 km jižně od sídla Alexejevka a teče k jihovýchodu. Protéká městem Rossoš. Ústí zprava do Donu u sídla Novaja Kalitva ve Voroněžské oblasti. 

## Vodní režim
Zdrojem vody jsou převážně sněhové srážky.